# Томе Серафимовски
Томе К. Серафимовски (на македонска литературна норма: Томе К. Серафимовски) е виден скулптор от Република Македония.

## Биография
Роден е на 14 юли 1935 година в гостиварското село Зубовце, тогава в Кралство Югославия . Учи основно образование на албански език по време на Втората световна война , когато Пологът е анексиран от Албания. След установяването на комунистическата власт, продължава обучението си на „македонски език“ в Гостиварската гимназия. В 1953 година се записва в Художественото училище в Сплит, където учи при професорите Марин Студин, Иван Мирнович. В същото време работи три години като художник-декоратор в Народния театър в Сплит. По-късно продължава образованието си в Академията за изящни изкуства в Загреб, която завършва през 1963 година в класа на професор Антун Аугустинчич, в чиято работилница работи една година. От есента на 1963 година до зимата на 1965 година работи като учител в гимназията в Гостивар, а през януари 1966 година като стипендиант на френското правителство заминава за обучение в Париж.
Дългият престой в Париж оставя видими следи върху творчеството на Серафимовски. По време на престоя си Серафимовски като сътрудник на Алисия Пеналба участва в реализацията на няколко нейни скулптури, а междувременно в 1967 година организира своя самостоятелна изложба в изложбената зала Галерия на булевард „Делезер“ 1. След завръщането си от Париж, в края на 1969 година, той работи известно време като сценограф в Телевизия Скопие. От началото на 1970 година до 1987 година работи в родния си град като директор на Бигорските научно-културни срещи и Дома на културата. Член е на Дружеството на изящните художници на Македония от 1962 година.
В творчеството на Томе Серафимовски се забелязва концентрацията върху няколко тематични определения: историята, включително по-широкото възраждането и национално-освободителните борби от една страна и интимната пластичност на живота и комуникациите.
Томе Серафимовски създава от устойчив материал около 180 скулптури, скици, фигури, портрети, паметници, както и 10 монумента на различни теми, които се намират в цяла Югославия. В своето десетилетно творчество има повече от 20 самостоятелни изложби в страната и чужбина. Негови творби се намират в много галерии, музеи и частни колекции в страната и чужбина. Основател е на фондация „Изящни художници за Гюре Якшич”. Носител е на множество награди.
Избран е за член-кореспондент на Македонската академия на науките и изкуствата на 7 октомври 1988 година.
Умира на 3 март 2016 година.

## Лустрация
На 15 юли 2013 година Томе Серафимовски е лустриран от страна на Комисията за верификация на фактите и обявен за сътрудник на тайните служби. Две седмици пред това, Серафимовски излиза с жестоки критики против Комисията за лустрация и против председателя ѝ Томе Аджиев във връзка с лустрирането на писателя Славко Яневски. По повод собствената му лустрация Серафимовски заявява: „Аз никога не съм бил функционер, аз съм ваяр и цял живот това го работя“.